# Jean-Daniel Bouvard
Pour les articles homonymes, voir Bouvard.
 (juin 2009).
Jean-Daniel Bouvard, né à Saint-Étienne en septembre 1957, est un peintre français.

## Biographie
En 1976, il s'installe à Paris où il entreprend des études d'architecture. Après son diplôme en 1984 et quelques mois passés en agence, son désir de peindre l'emporte. Il va s'y consacrer totalement. Dès 1986, les expositions se suivent à Paris, en province et aux États-Unis, notamment à New-York où depuis 1997, il expose régulièrement.
En 1991, il reçoit le prix du portrait Paul-Louis Weiller, de l'Académie des beaux-arts puis en 1995, le prix Gabriel Ollivier de la Fondation Prince Pierre de Monaco.
Ses peintures appartiennent à différentes collections, notamment de la SACEM, Fondation Colas et autres privées.
Jean-Daniel Bouvard vit et travaille à Paris.
Figurative, sa peinture se construit pendant ses voyages ; le plus souvent dans les pays du sud.
Les sujets sont variés, le style tend à l'unité, les paysages sont silencieux, comme hors du temps. Avec son sens de l'harmonie et de la composition, avec sa façon de jouer avec la lumière et du hors-champs, l'œuvre est plus complexe qu'il n'y paraît. Par un climat personnel, il donne à voir un autre monde. Le mystère et la poésie du quotidien y retrouvent leurs grâces originelles.

## Expositions personnelles
- 1988 : Galerie Philippe Frégnac, Paris
- 1990 : Galerie Philippe  Frégnac, Paris
- 1992 : Espace Jean de Joigny
- 1992 : Galerie Philippe Frégnac, Paris
- 1993 : Espace France Télécom, Paris
- 1995 : Galerie Philippe Frégnac, Paris
- 1996 : Galerie DDB, Needham world Wide, Paris
- 1997 : Galerie Étienne de Causans, Paris
- 1998-1999 : Axelle Fine Arts, Galerie Soho, New York
- 2002 : Axelle Fine Arts, Galerie Royale, La Nouvelle-Orléans
- 2004 : Axelle fine Arts, Galerie Soho, New York
- 2004 : Axelle Fine Arts, Galerie de l’Europe, San Francisco
- 2004 : Axelle Fine Arts, Galerie Royale, La Nouvelle-Orléans
- 2005 : Galerie du Fleuve, Paris
- 2006 : Axelle Fine Arts, Galerie Soho, New York
- 2006 : Axelle Fine Arts, Galerie Newbury, Boston
- 2007 : Galerie du Fleuve, Paris
- 2007 : Galerie Samagra, Paris
- 2007 : AxelleFine Arts, Galerie Chelsea, New York
- 2008 : AxelleFine Arts, Galerie Newbury, Boston
- 2008 : Galerie Ad Solem, Saint-Germain-en-Laye
- 2008 : Galerie Patricia Oranin, Pont-l’Abbé
- 2009 : Galerie Roy Sfeir, Paris
- 2010 : Axelle Fine Arts, Galerie Chelsea, New York
- 2010 : Galerie Ad Solem, Saint-Germain-en-Laye
- 2010 : Galerie Patricia Oranin, Pont-l'Abbé
- 2011 : Galerie Étienne de Causans, Paris
- 2012 : Galerie Mezzo, Paris
- 2013 : Galerie Patricia Oranin, Pont-l'Abbé
- 2013 : Galerie NL, Saint-Omer
- 2014 : Galerie Mezzo, Paris
- 2015 : Galerie Rauchfeld, Paris

## Expositions collectives
- 1986 : Cité des Sciences de la Villette, Paris
- 1990 : Salon International d’ Art contemporain, Monte-Carlo
- 1993 : Galerie Akié Aricchi, Paris
- 1993 : Galerie Pierre Kamouh, Paris
- 1993 : Galerie Philippe Frégnac, Paris
- 1993 : Galerie Catherine Guérard, Paris
- 1995 : Galerie Vallois, Paris
- 1995 : Salon International d’ Art contemporain, Monte-Carlo
- 1996 : Galerie Akié Aricchi, Paris
- 1999 : Manufacture des Œillets, Ivry-sur-Seine
- 1998-2004 : International Artexpo
- 2006 : Galerie Patricia Oranin, Pont-l’Abbé
- 2007 : La Fondation Colas hors les murs, Meymac
- 2007 : Axelle Fine Arts, galerie Chelsea, New York
- 2009 : Axelle Fine Arts, Galerie Chelsea, New York
- 2011 : Galerie Francis Barlier, Paris
- 2011 : Galerie Bernard Chauchet, Londres
- 2011 : Espace culturel des Tanneries, La Ferrière-sur-Risle
- 2013 : Galerie Rauchfeld, Paris
- 2013 : Galerie Mezzo, Paris
- 2013 : Palazzo Pietromarchi, Marsciano-Perugia
- 2014 : Galerie de Crécy-la-Chapelle

### Foires Internationales
- 1990 : Salon International d'Art Contemporain, Monte-Carlo
- 1995 : Salon International d'Art Contemporain, Monte-Carlo
- 1998-2004 : Artexpo New York, Axelle Fine Arts, États-Unis
- 2014 : Red Dot Fair, Basel Week, Galerie Rauchfeld, États-Unis
- 2015 : Art Palm Beach, Galerie Rauchfeld, États-Unis
- 2015 : Art Up Lille, Galerie Rauchfeld, France

## Récompenses
- 1991 : Prix du Portrait Paul-Louis Weiller – Institut de France, Paris
- 1995 : Prix Gabriel Ollivier – Fondation Prince Pierre de Monaco, Monte-Carlo
- 2006 : Lauréat Fondation Colas, Paris